# Nyelés
A nyelés a táplálkozásnak, az emésztésnek az a szakasza, melynek során a megrágott és nyállal elkevert táplálék a szájból a gyomorba jut. A nyelés első fázisa akaratlagosan szabályozható, ez a nyelv mozgásával kezdődik. A nyelvhegy a kemény szájpadhoz nyomódik, és a nyelvháton összegyűlt táplálék a nyelvgyök lefelé irányuló mozgásával átjut a garatba.
A nyelés a táplálék garatba érkezésétől kezdve már akaratlagosan nem befolyásolható reflexfolyamat. A táplálék garatba jutásakor a lágy szájpad a hátsó garatfalhoz közeledik és elzárja a hátsó orrnyílásokat, megakadályozva, hogy a táplálék az orrüregbe jusson. Majd a gége felemelkedése a gégefedő alá emeli a gégebemenetet, és így elzárja ennek bejáratát. A táplálékot a garatizmok összehúzódása a nyelőcső kitágult felső szakasza felé tereli és megakadályozza visszajutását a szájüregbe.
A táplálék a nyelőcsövön keresztül, nem a saját súlyánál fogva, hanem a cső ritmikus összehúzódásai (perisztaltika) révén jut le a gyomorba. A nyelőcső beszájadzásánál (gyomorszáj) a gyomor megvastagodott izomzata záróizmot képez. Ez az izom zárva tartja a gyomor bemenetét és csak akkor nyílik meg, amikor a nyelőcsövön végigfutó perisztaltikus hullám odaérkezik. Ekkor a táplálék a nyitott gyomorszájon át a gyomorba kerül.
A folyadékok általában a saját súlyuknál fogva haladnak át a nyelőcsövön, a záróizmon azonban csak akkor haladhatnak át, ha az utánuk érkező perisztaltika megnyitja a záróizmot.

## Félrenyelés
Félrenyelésről (aspiráció) akkor beszélünk, ha nyeléskor idegen anyag kerül a légutakba. Egy egészséges egyénnél a légutakba külső behatás nélkül idegen anyag nem juthat be. Ugyanis nyeléskor a gége felemelkedése következtében kialakuló redők, a lehajló gégefedő és a záró hangrés elzárják a légutakat. Így a légzés és a nyelés agyi reflexes szabályozása miatt az egyik folyamat meggátolja a másikat.
Félrenyelést okozhatnak a nyúltvelő betegségei, eszméletlen állapotok (pl. részegség), vagy  amelyek a reflexszabályozást bénítani képesek (a nyelőcső daganatos betegségei, hirtelen ijedtség). Gyakran előfordulhat éretlen vagy sorvadt csecsemőknél az agyi szabályozás tökéletlensége miatt.
Ha tartós légcsőelzáródás áll fenn, fulladás következtében áll be a halál, de létrejöhet a fulladás reflexes úton is. A félrenyelés mindig súlyos állapotnak ítélendő meg, az akadály gyors elhárítása - amelyet a legtöbb esetben kézzel is elvégezhetünk, vagy súlyosabb esetben a gyors orvosi beavatkozás - a balesetet szenvedettet megmentheti.

## Kapcsolódó szócikk
- Nyelőcső